# Marcus Iunius Brutus
Marcus Iunius Brutus Caepio, vagy Quintus Caepio Brutus (Róma, i. e. 85. – Filippi, i. e. 42. október 23.) római politikus, a Julius Caesar elleni összeesküvés egyik főszervezője, a dictator egyik gyilkosa.

## Életrajza
Rómában született előkelő, ám politikai szempontból nem túlzottan jelentős családban Marcus Iunius Brutus és Servilia Caepionis gyermekeként. Apai ágon őse volt az utolsó római királyt, Tarquinius Superbust elűző Lucius Iunius Brutus, édesanyja pedig az ifjabb Cato féltestvére és Julius Caesar szeretője volt. Már az ókorban rebesgették, hogy valójában Caesar volt az apja, azonban ez eléggé valószínűtlen: Brutus születésekor későbbi áldozata alig tizenöt éves volt, viszonya pedig körülbelül tíz év múlva kezdődött Serviliával. Apja proscriptiós kivégzése (Kr. e. 77) után nagybátyja, Quintus Servilius Caepio adoptálta.
Kr. e. 58-ban nagybátyjával, Catóval tartott Ciprusra annak szolgálati útján, Kr. e. 53-ban pedig Cilicia provinciában quaestorkodott. Ebben az időszakban hatalmas vagyonra tett szert uzsorakölcsönökből. Brutus kezdettől fogva a senatus ultrakonzervatívnak nevezhető republikánus optimata csoportjával szimpatizált, és a Caesar és Pompeius között kitörő polgárháborúban az utóbbi mellé állt, noha Pompeius végeztette ki apját Sulla idején. Kr. e. 49-ben csatlakozott a politikushoz a Balkánon, majd a pharszaloszi vereség után kegyelmet kért Caesartól, aki megbocsátott neki.

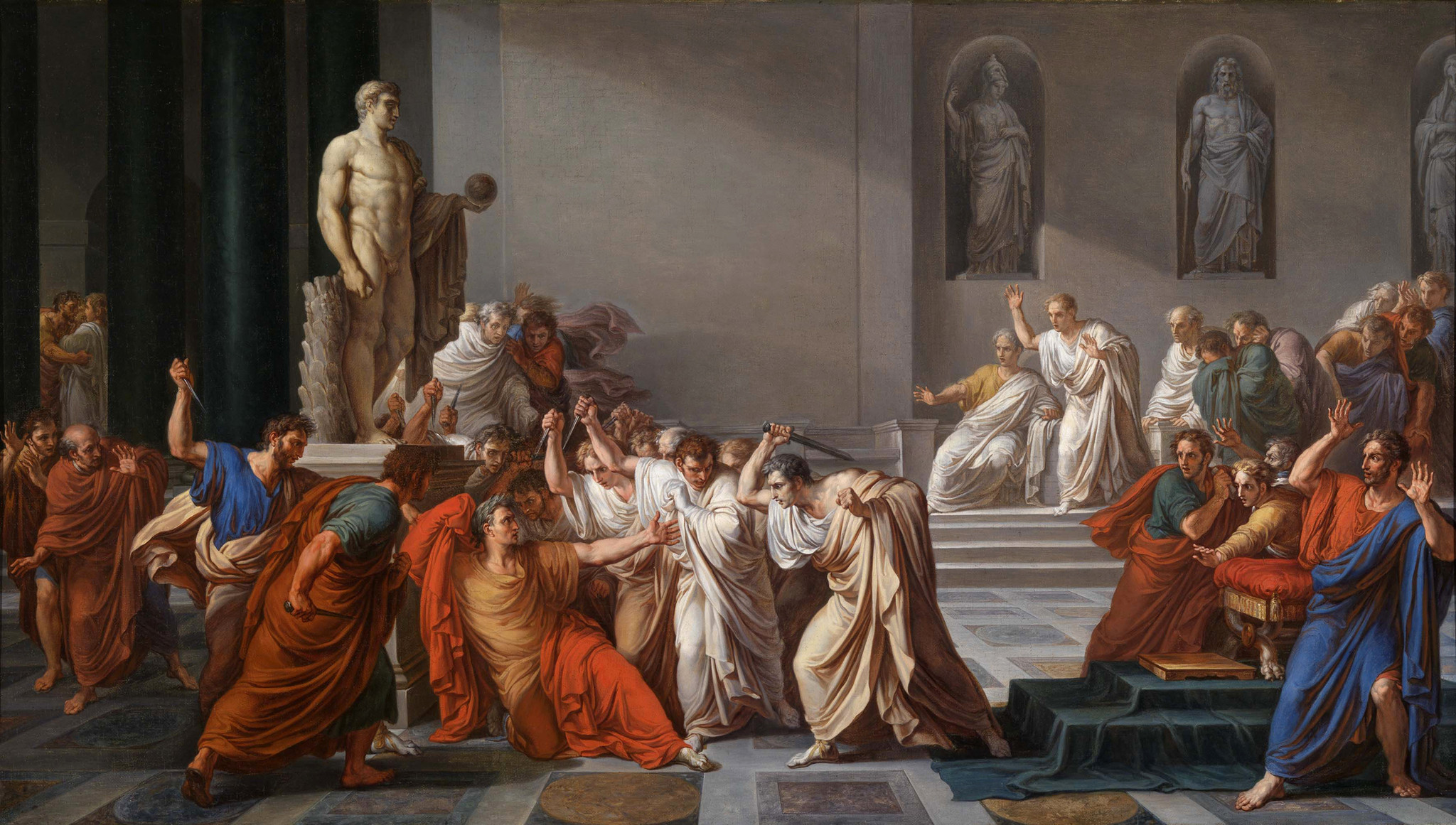
Vincenzo Camuccini: Cézár halála

Caesar, aki állítólag korábban is nagyra becsülte a filozófiában és retorikában jártas, elvei mellett szilárdan kiálló Brutust – Servilia hatása sem mellékes szempont – megbocsátott Brutusnak, és Kr. e. 46-ban Gallia Cisalpina helytartójává, majd Kr. e. 44-ben praetorrá tette. Mindezzel azonban sem őt, sem jó barátját és sógorát, Caius Cassiust (aki számára Brutus járta ki a kegyelmet) nem sikerült a maga pártjára állítania. Ők ketten lettek végül a dictator meggyilkolásában végződő összeesküvés vezetői. Brutus Caesar elleni merényletben tevőlegesen is részt vett, ami a híradások szerint nagyon megrendítette a dictatort („Et tu, mi fili, Brute?” – Te is, fiam, Brutus?  (lat.), vagy, amint Suetonius írja: „Kai su, teknon?” – Te is, fiam? (gr.)).
Március 15. után a plebs és hadsereg által „apagyilkosnak” (parricida) titulált összeesküvőknek gyorsan távozniuk kellett, noha március 17-én megegyeztek abban a caesariánusokkal, hogy tettüket nem fogják szankcionálni. Marcus Antonius consul ügyesen kihasználta a közhangulatot, és maga is sokat tett tömegek feltüzelése érdekében. Végül júliusban elvileg Kréta és Cyrene kormányzásával bízták meg őket, ám Brutus Athénba ment, Cassius pedig Syriában vette át a hatalmat. A kellemetlenkedő Caius Antoniust, Macedonia helytartóját meggyilkoltatták. 

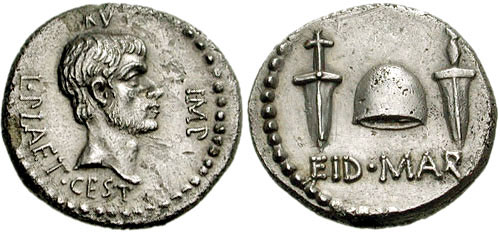
Brutus egy Caesar meggyilkolása után vert pénzérmén

Kr. e. 43 áprilisában a mutinai háborúban elért győzelem hatására a szenátus imperium maiust szavazott meg számukra, amit igyekeztek kihasználni: pénzt vertek, a keleti provinciákat hatalmas, előre beszedett adókkal sújtották, fosztogattak, sarcot szedtek be, és igyekeztek sereget gyűjteni. Végül a II. triumvirátus csapataival kellett összecsapniuk Kr. e. 42-ben, a macedoniai Philippinél. Az első ütközetben Brutus Octavianus seregével szemben győzelmet aratott, ám Cassiust legyőzte Antonius, mire öngyilkos lett. A második összecsapásra három hét múlva, október 23-án került sor, amikor a republikánus hadak végleg vereséget szenvedtek. Ekkor Brutus is öngyilkosságot követett el.